# 文潔若
文潔若（1927年—），女，漢族，祖籍貴州貴陽，生于北京，中国文学翻译家。從小在日本接受日語教育，回到中國后在清華大學外國語言文學系完成本科學業，專業是英語。
文洁若一生翻译出版了14部长篇小说，18部中篇小说和100多篇短篇小说，校订了150余部外国文学名著。

## 生平
1927年，文洁若出生在北京，籍贯贵州省贵阳市。
其父亲文宗淑是中华民国驻日本横滨总领事。
6岁时，文洁若被父亲接到日本东京。
在东京时，父亲文宗淑给她买了一套日文《世界小学读本》，并且对她说：“要是你刻苦用功搞翻译，以后在书上印上自己的名字，该有多好”。
2年后，文洁若回到北京，在圣心学校和辅仁女中读书，父亲给其一本日文版《岩波文库》的《尤利西斯》，并且指着书说：“要是以后你能翻译这本书，才算有出息”，因为该书夹杂德文、法文、西班牙文、希腊文、梵文等多种文字。
抗日战争胜利之后，文洁若考入清华大学，在外国语言文学系学英文。
1990年8月，译林出版社社长李景端找到文洁若和萧乾，请求他们翻译《尤利西斯》，萧乾认为自己80岁开外了，拒绝了李景端的请求，但是文洁若“（可我却）擅自答应了下来”。
为了翻译这本“天书”，译林出版社社长李景端此前曾找遍中国大陆英语界所有的一流学者，均遭到婉拒，作家叶君健说：“中国只有钱锺书能译《尤利西斯》，因为汉字不够用，他能边译边造汉字”，李景端找钱锺书，钱锺书却回答：“八十衰翁，若译此书，无异于别开生面的自杀”。
1990年到1994年，文洁若和丈夫萧乾翻译《尤利西斯》，为了达到翻译界的“信、雅、达”译书标准，两人做了数万张卡片，同时向国内外发出大量的请教信。

## 作品
- 《风雨忆故人》[4]
- 《一生的情缘》
- 《萧乾家书》[5]
- 《巴金与萧乾》[6]

## 译著
參與編輯的譯稿有周作人譯的《古事記》、《枕草子》、《狂言選》、《浮世澡堂》、《浮世理髮館》、《平家物語》（未完成譯者便去世）,錢稻孫譯的《近松門左衛門作品選》、《井原西鶴作品選》,豐子愷譯的《源氏物語》（周作人、錢稻孫校訂）等。
譯作有芥川龍之介短篇小說集《海市蜃樓·橘子》、三島由紀夫長篇小說《天人五衰》等。
英語文學譯作有愛爾蘭詹姆斯·喬伊斯的《尤利西斯》、新西蘭凱瑟琳·曼斯菲爾德的短篇小說等（與愛人萧乾合作）。《尤利西斯》、《海市蜃樓·橘子》已在台灣出版繁體字版。
- 《圣经故事》（玛丽·巴切勒）[7]
- 《尤利西斯》（詹姆斯·乔伊斯）[3]
- 《悲惨世界》（维克多·雨果）
- 《万叶集》
- 《古事记》
- 《枕草子》
- 《平家物语》
- 《天人五衰》
- 《黑白》（谷崎润一郎）
- 《罗生门》（芥川龙之介）[8]
- 《高野圣僧》（泉镜花）[9]
- 《杂忆录》（夏目漱石）
- 《深层海流》（松本清张）[10]
- 《日本的黑雾》（松本清张）
- 《魂断阿寒》（渡边淳一）[11]

## 荣誉

### 外国勋章奖章
- 勋四等瑞宝章（日本，2002年）

### 奖项
- 外务大臣表彰奖（日本外务省，2000年）
- 翻译文化终身成就奖（中国翻译协会，2012年）